# Richard Lees
Richard Henry Lees, född 2 mars 1891 i Janesville i Wisconsin, död 7 augusti 1959, var en amerikansk flygpionjär. Han var bror till Walter E. Lees
Lees växte upp i Janesville tillsammans med sina syskon Walter och Jessie. Efter att han avslutat sina studier i high school 1911 väcktes hans intresse för bilar och flygplan. Han tillbringade de närmaste åren med deltagande i olika former av biltävlingar. Samtidigt lånade han pengar av bekanta för att kunna ta flyglektioner. Efter certifikatuppflygningen tilldelades han flygcertifikat nummer 9. I juli 1917 sökte han in vid U.S. Army Signal Corps där han tjänstgjorde med flygplansleveranser från England till Frankrike. Efter första världskrigets slut arbetade han vid Army Air Corps försöksanläggning vid McCook Field. 1927 anställdes han som luftfartsinspektör vid Aeronautics Branch of the Department of Commerce, där kom han att arbeta med haveriutredningar och certifikat för godkännande av flygelever. Eftersom han var reservpilot i Army Air Corps blev han inkallad under andra världskriget. Han blev ansvarig för den grundläggande och avancerade flygningen vid Western Flying Command. Senare kom han att ansvara för flygsäkerhetsfrågorna inom flygvapent. Han pensionerades från Army Air Corps 1957 som Lieutenant Colonel.